# Nanteuil-en-Vallée
 Nanteuil-en-Vallée  es una población y comuna francesa, en la región de Poitou-Charentes, departamento de Charente, en el distrito de Angoulême y cantón de Ruffec.

## Demografía
| 2051 | 1765 | 1545 | 1449 | 1496 | 1395 |
| Para los censos de 1962 a 1999 la población legal corresponde a la población sin duplicidades (Fuente: INSEE [Consultar]) |      |      |      |      |      |